# Albert Lortzing
Gustav Albert Lortzing (n. 23 octombrie 1801, Berlin, Regatul Prusiei – d. 21 ianuarie 1851, Berlin, Regatul Prusiei) a fost un compozitor, libretist, actor, interpret și dirijor german. Este considerat cel mai mare reprezentant al genului „Spieloper”, varianta în limbă germană a operei comice (Opéra comique).

## Biografie
Lortzing este fiul negustorului Johann Gottlieb Lortzing (1775–1841) și al soției acestuia Charlotte Sophie născută Seidel (1780–1845). Părinții au fondat teatrul "Berliner Theatergesellschaft Urania" (Compania de Teatru "Urania" din Berlin) făcându-și din pasiunea pentru teatru o profesie de bază. Au renunțat la comerț și s-au perindat ca actori („Bufoni”) prin aproape toate provinciile germane. În 1811 familia s-a mutat în orașul Breslau angajându-se la teatrul de acolo. Din vara 1813 au primit angajări la teatrul din orașul Bamberg, mai apoi în Coburg, Stasbourg, Baden-Baden și în Freiburg. Prima apariție pe scenă a fiului a fost într-un local numit Kornhaus, aflat lângă Domul din Freiburg, unde la vârsta de 12 ani în timpul pauzelor încânta publicul „sub ropote de aplauze“ cu poezii comice.
Tânărul Lortzing devine favoritul publicului în roluri de tânăr amorez ușuratic și bonvivant, dar de asemenea este angajat  să interpreteze și roluri de tenor. Cunoștințele muzicale dar mai ales de compozitor le primește fiind elev al compozitorilor din Berlin, pedagogilor de muzică și al directorului de la Sing-Akademie Carl Friedrich Rungenhagen, în a cărui cor cânta ca tenor.

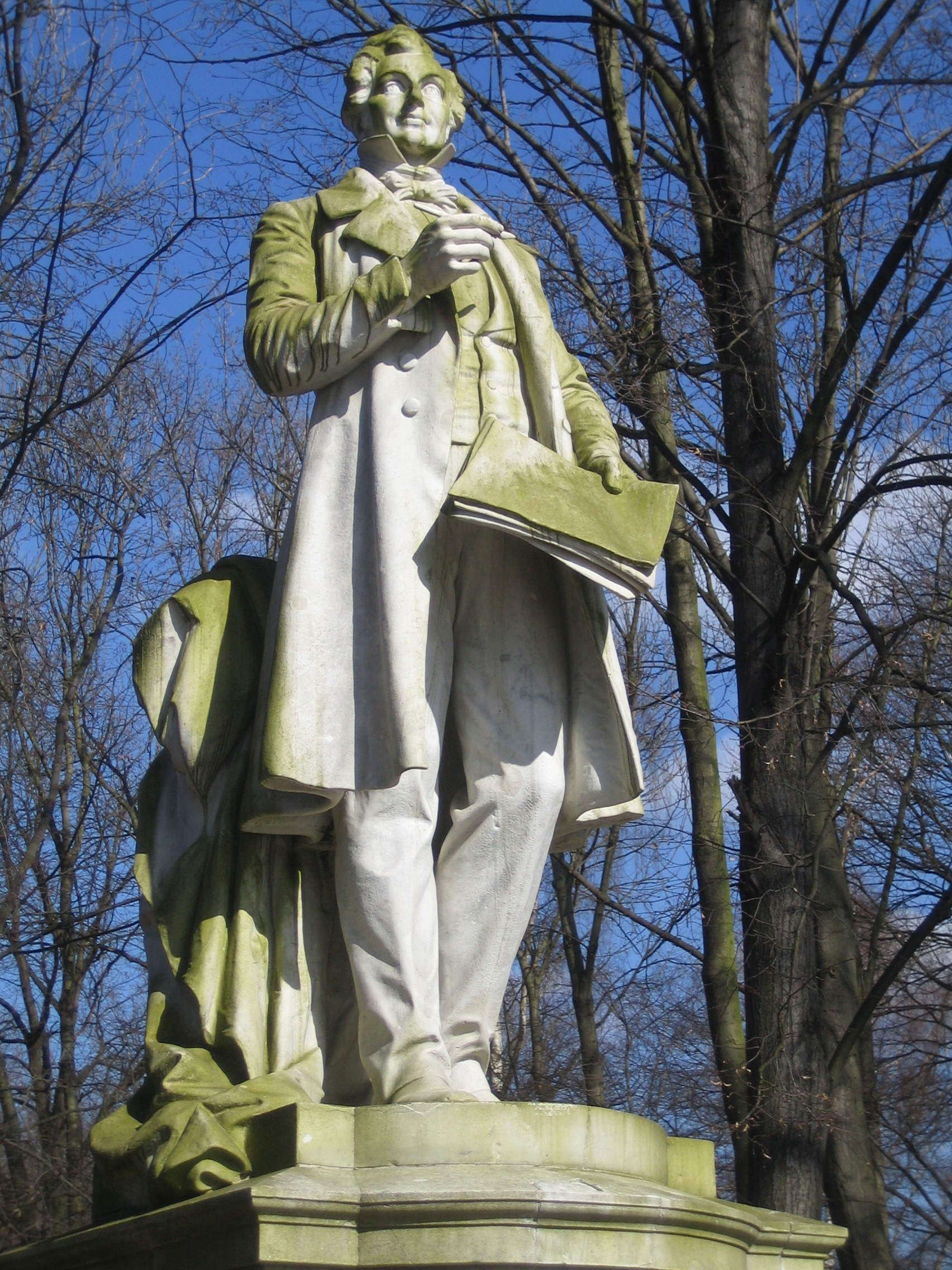
Statuia lui Lortzing de Gustav Eberlein în Tiergarten, Berlin

În 1824 se căsătorește cu Rosina Regina Ahles și au unsprezece copii.
Din 1826 tânăra pereche Lortzing activează la Hoftheater din Detmold jucând și în turnee la Münster și Osnabrück. În Detmold compune printre altele Oratoriul Die Himmelfahrt Christi a cărui premieră a avut loc la Münster. În 1833 tinerii Lortzing au debutat la Teatrul de Stat din Leipzig, locuind în acest oraș până în 1838.

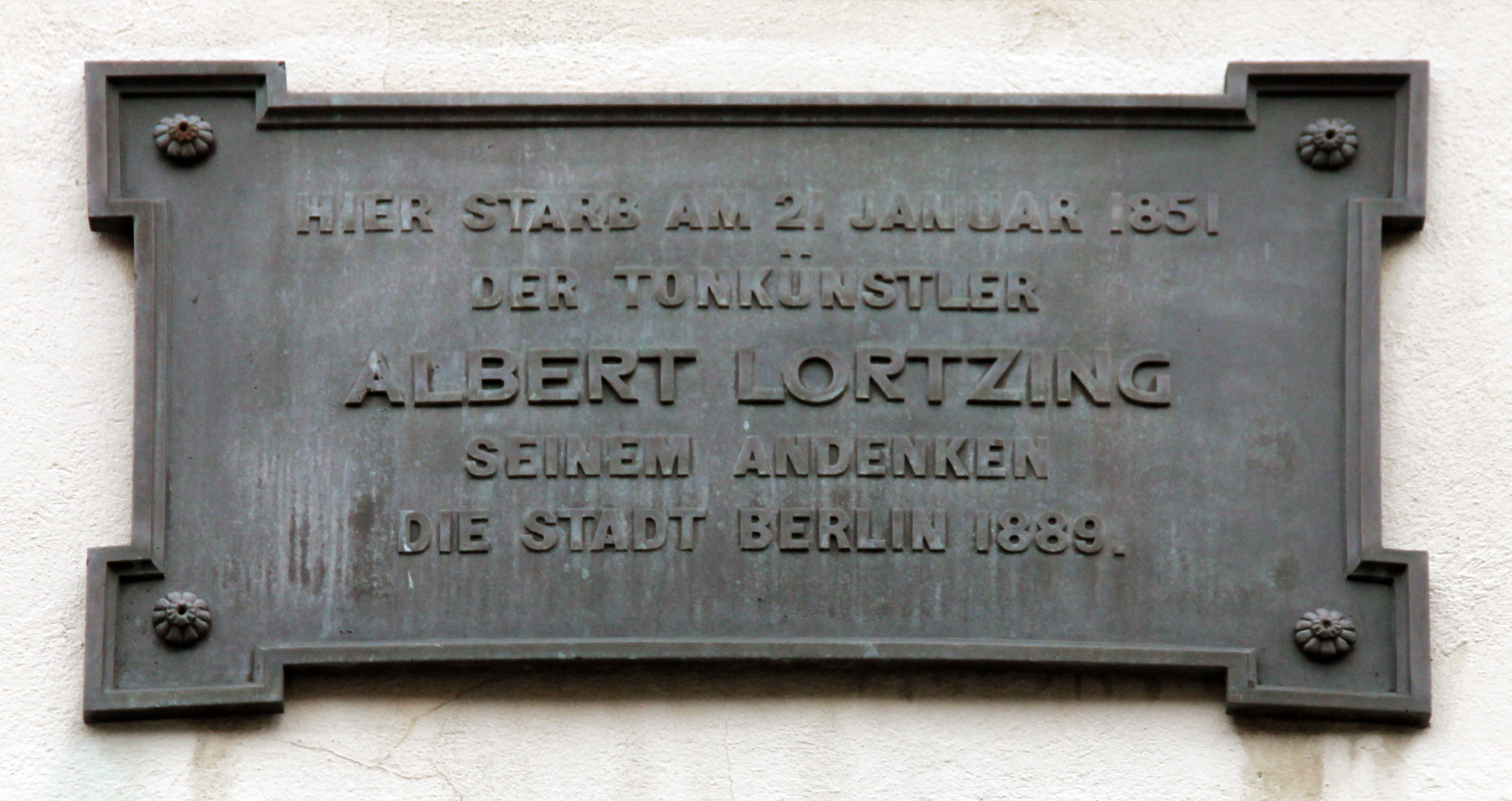
Placa comemorativă pe casa din Luisenstraße 53 în Berlin-Mitte

În Ansamblul din Leipzig Lortzing a fost deosebit de apreciat și iubit ca actor, fiind remarcat îndeosebi în comediile lui Nestroy. Înclinațiile sale spre improvizare și de a devia de la textele de rol aprobate i-au adus probleme cu cenzura. De asemenea și prima sa operă comică nu a trecut ușor de cenzura din Leipzig. Opera Țar și teslar, în care este vorba despre mica nobilime a avut premiera absolută la 22 decembrie 1837 în Leipzig. Lortzing însuși l-a interpretat pe Peter Ivanov. Abia spectacolul care a avut loc la Berlin în 1839 a fost un jubileu plin de succes care i-a adus consacrarea.

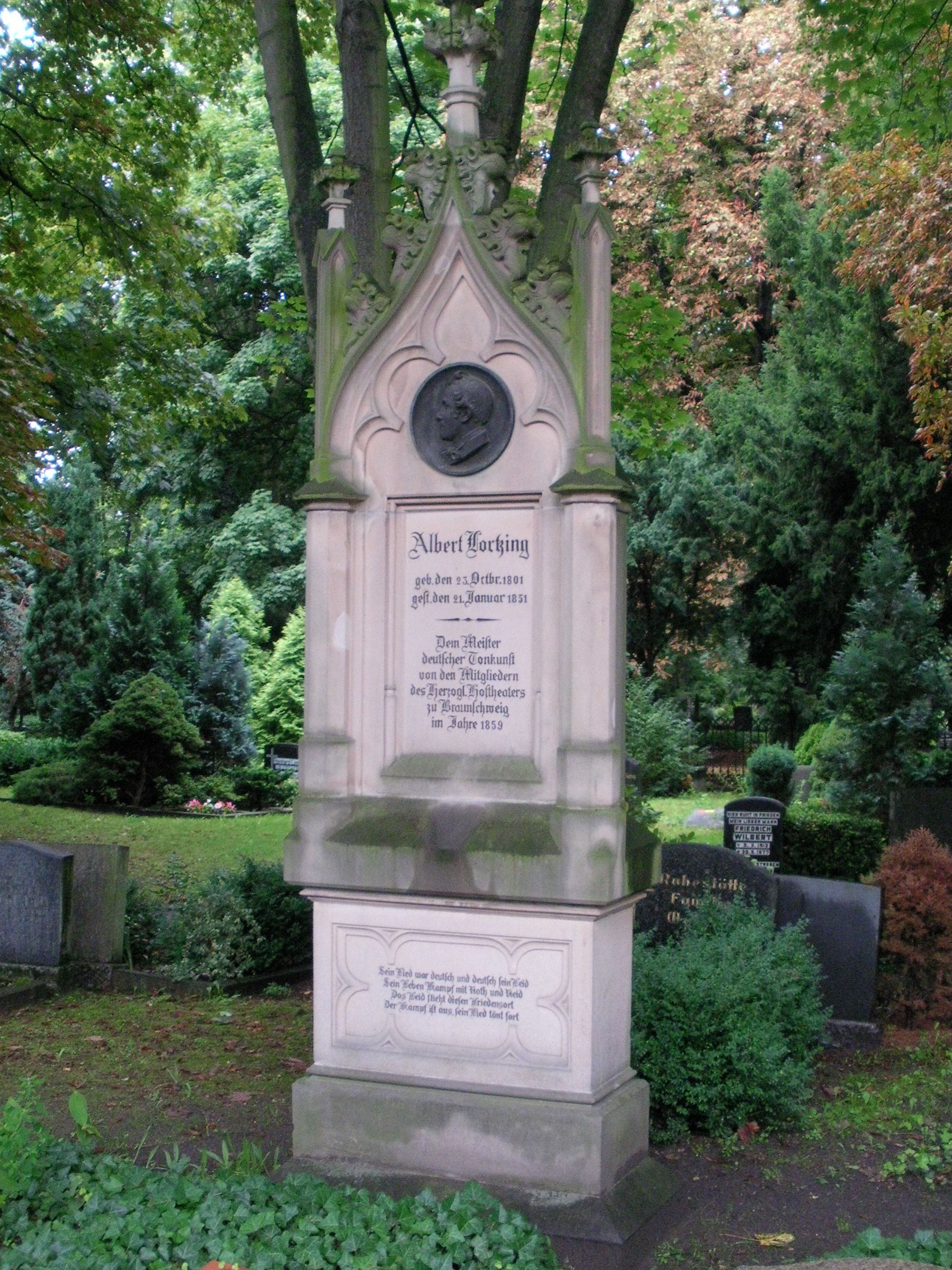
Mormântul în cimitirul II. Sophien-Friedhof din Berlin

În 1844 Lortzing devine capelmaistru la Teatrul de Stat din Leipzig iar între 1845 și 1847 la Teatrul din Viena. În 1848, anul mișcării pentru libertate, a compus opera politică Regina, intitulată după numele soției sale, o lucrare în care după noțiunile de azi este vorba despre lupta pentru obținerea unui loc de muncă. Ultima operă a fost scrisă în 1849, o satiră la adresa statului militar Prusac.
După 1848 și-a pierdut poziția de capelmaistru, dar pentru a-și întreține familia numeroasă a lucrat ca actor în orașeleGera și Lüneburg. În 1850 devine din nou capelmaistru în Berlin cu ocazia redeschiderii Teatrului din Friedrich-Wilhelm-Stadt. 
Albert Lortzing moare la 21 ianuarie 1851 epuizat de muncă și plin de datorii. Este îngropat în cimitirul II. Sophien-Friedhof în Berlin-Mitte.

## Opere (selecție)
- Die Himmelfahrt Christi, oratoriu (Münster, 15. November 1828)
- Ali Pascha von Janina oder Die Franzosen in Albanien (Münster 1828)
- Szenen aus Mozarts Leben (Münster 1832)
- Der Weihnachtsabend (Münster 1832)
- Der Pole und sein Kind oder Der Feldwebel vom IV. Regiment (Osnabrück 1832)
- Andreas Hofer, vodevil (compus în Detmold 1832, neprezentată în timpul vieții lui Lortzing, prezentată prima dată în 2014 în Annaberg-Buchholz, Saxonia)
- Die Schatzkammer des Ynka (1836; nejucată, azi este considerată ca dispărută)
- Die beiden Schützen (Leipzig 1837)
- Țar și teslar (Zar und Zimmermann) (Leipzig 1837)
- Hans Sachs (Leipzig 1840)
- Casanova (Leipzig 1841)
- Der Wildschütz (Leipzig 1842)
- Undine (Magdeburg 1845)
- Der Waffenschmied (Viena 1846)
- Regina („Freiheitsoper“, compusă în Viena 1848, neprezentată în timpul vieții lui Lortzing; prezentată prima dată la Berlin în 1899, după manuscrisul lui Lortzing, în formă prelucrată)
- Rolands Knappen oder Das ersehnte Glück (Leipzig 1849, apare necenzurată prima dată în 2005 în Freiberg, Saxonia)
- Die Opernprobe (Frankfurt pe Main 1851)